# Marko Letonja
Marko Letonja, slovenski dirigent, * 12. avgust 1961.

## Življenjepis
Na Akademiji za glasbo v Ljubljani je najprej študiral klavir in nato dirigiranje v razredu prof. Antona Nanuta. Dirigiranje je hkrati je študiral  še pri prof. Otmarju Suitnerju na dunajski Visoki šoli za glasbo in upodabljajočo umetnost, kjer je leta 1989 diplomiral. Dirigiral je orkestrom v Španiji, Avstriji, Nemčiji, na Češkem, Hrvaškem in Madžarskem ter v Hong Kongu, na Japonskem, v Izraelu in ZDA. Na mednarodnih prizoriščih je sodeloval s številnimi uveljavljenimi solisti. Marko Letonja je stalni dirigent Orkestra Slovenske filharmonije. Redno sodeluje z opernimi hišami v Neaplju, Milanu, Ciudad de Mexicu in Gradcu. Avgusta 2003 je Letonja postal glavni dirigent Simfoničnega orkestra v Baslu. V letu 2018 je prevzel vodenje orkestra v Bremnu. 